# Jacques d'Adelswärd-Fersen
Jacques d'Adelswärd-Fersen, född 20 februari 1880 i Paris, död 5 november 1923 på Capri, var en fransk aristokrat och poet. Han lämnade hemstaden och bosatte sig på Capri där han uppförde Villa Lysis och bosatte sig med sin pojkvän Nino Cesarini. 1923 tog han sitt liv med en överdos kokain.

## Biografi

### Tidigt liv och bakgrund
Han föddes 1880 i Paris som son till Axel d'Adelswärd (1847-1887) och Louise Emilie Alexandrine Vührer (1855-1935), som kom från en katolsk societetsfamilj från Alsace. På faderns sida går hans släkt tillbaka till Göran Axel Adelswärd, en svensk officer som under Napoleonkrigen hade blivit tillfångatagen av fransmännen och fängslad i Longwy 1806. Adelswärd-Fersen antog senare livet namnet von Fersen, som härstammade från hans farfars farmor Eva Helena von Fersen. Jacques farfar, Renauld Casimir Oscar d'Adelswärd (1811-1898) skapade, efter några år av tjänst i den franska armén, järn- och stål industrin i Longwy-Briey. Det var där familjens förmögenhet skapades, som Adelswärd-Fersen några år senare skulle komma att ärva. Han tillbringade somrarna som tonåring på sin farfars gods på Jersey och föredrog det före Château Herserange i Briey, som var hans familjegods. Under ett besök på Jersey sommaren stötte han på en blond pojke som studerade på Eton, som han som 13-åring kom att ha ett intimt förhållande med och som han senare även skrev poem om. 

### Senare liv och död

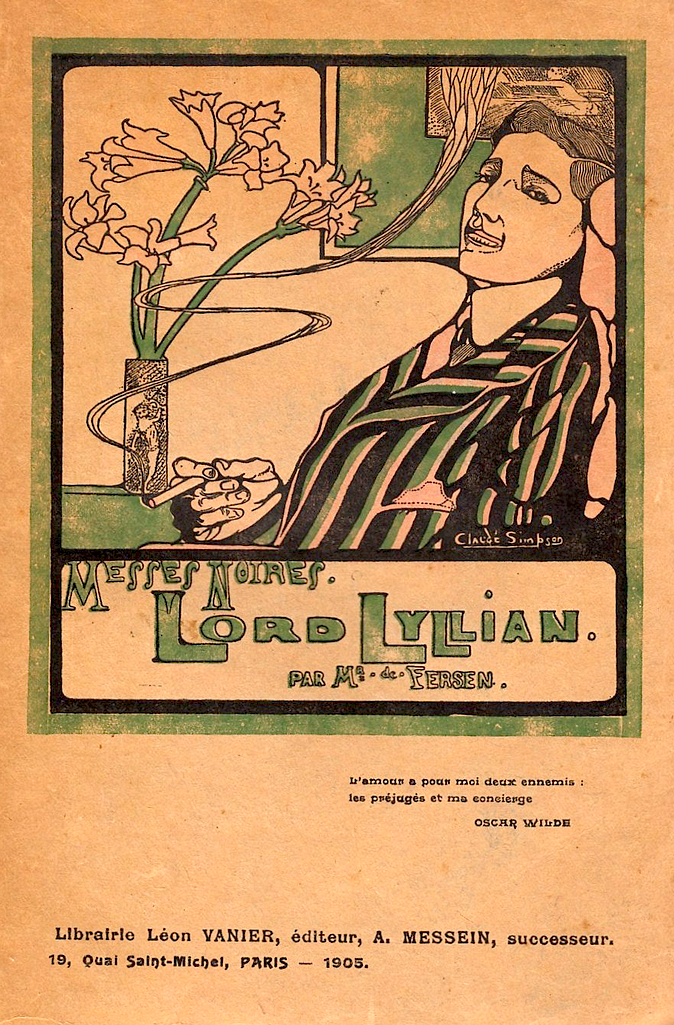
Lord Lyllian: Messes Noires

Efter att ha avslutat studier i Frankrike och Schweiz började Adelswärd-Fersen etablera sig som författare i Paris. År 1903 fanns planer på äktenskap mellan honom och Blanche Suzanne Caroline de Maupeou, som var från en respekterad fransk aristokratisk familj. Giftermålet blev dock aldrig av och det var samma år som han började umgås med Albert de Warren. I hans lägenhet i Paris hade de Warren och d’Adelswärd haft orgier som av media kallades Messes Noires (svarta mässor) två gånger i veckan. Där befann sig pojkar, inte sällan i yngre tonåren, från Paris övre klasser. Efter ett tag blev de påkomna, och Adelswärd-Fersen fördes senare till La Santé-fängelset för att bli förhörd. För att slippa undan straff gick han i självvald exil på Capri med sin älskare Antonio ”Nino” Cesarini, samma år, 1903.Väl på Capri kom han att skriva om de svarta mässorna i sin bok Lord Lyllian: Messes Noires, som kom ut 1905.  Det var även på Capri som han dog genom att 1923 överdosera på kokain som han tog i samband med att han drack champagne. 

### Capri
På Capri lät han uppföra Villa Lysis – uppkallad efter Sokrates dialog Lysis – nära den plats där den romerske kejsaren Tiberius hade uppfört Villa Jovis 2000 år tidigare, enligt romerska historiker platsen för Tiberius vilda sexuella orgier. Byggnaden, som ritades av arkitekt Edouard Chimot i en italiensk variant av jugend, rymmer bland annat ett stort rökrum, där Adelswärd-Fersen konsumerade opium och slutligen tog sitt liv. Vid ingången finns en latinsk inskription: Amori et dolori sacrum (en helig plats för kärlek och sorg). 
Det finns historiska paralleller till Adelswärd-Fersens val att dra sig tillbaka till ett excentriskt liv på Capri. Tiberius är ett exempel och i hans samtid Axel Munthe och senare Curzio Malaparte. Ett annat exempel är Friedrich Alfred Krupp.

## Verk (urval)
- Conte d'amour (1898), lyrik
- Chansons légères (1900), lyrik
- Musique sur tes lèvres (Ebauches et Débauches) (1901)
- Notre-Dame des mers mortes (1902)
- Les Cortèges qui sont passés (1903)
- Lord Lyllian (1905)
- Une jeunesse (1907)
- Le baiser de Narcisse (1907): roman; återutgiven 1912 med illustrationer av Ernest Brisset (1872–1923)
- Et le feu s’éteignit sur la mer (1909)
- Hei Hsiang (Le parfum noir) (1921)

## Galleri

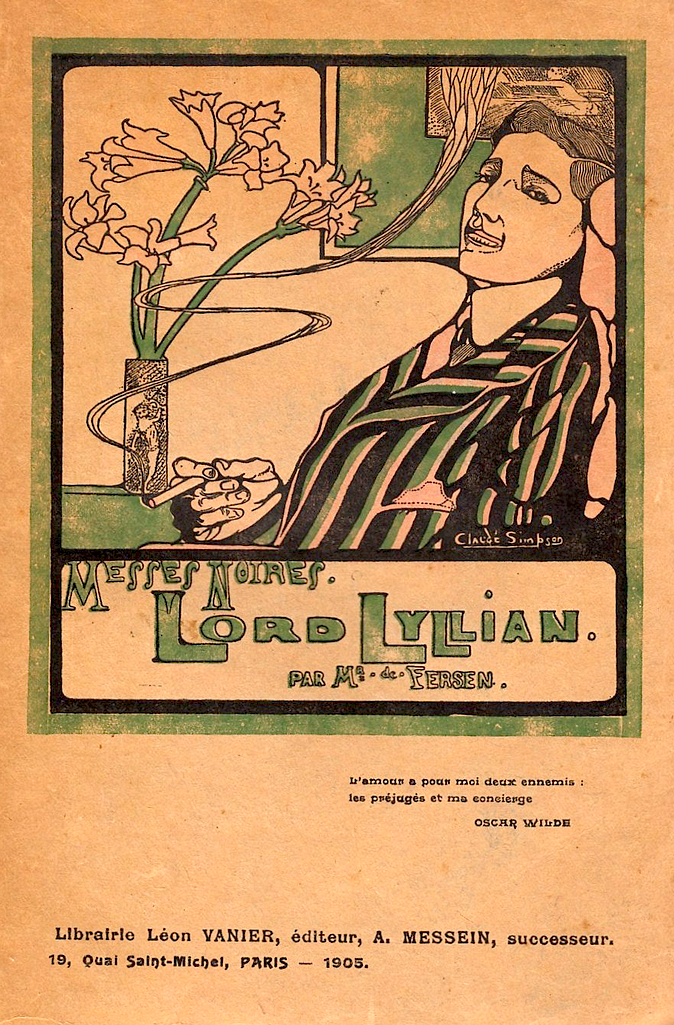
Omslag till Lord Lyllian
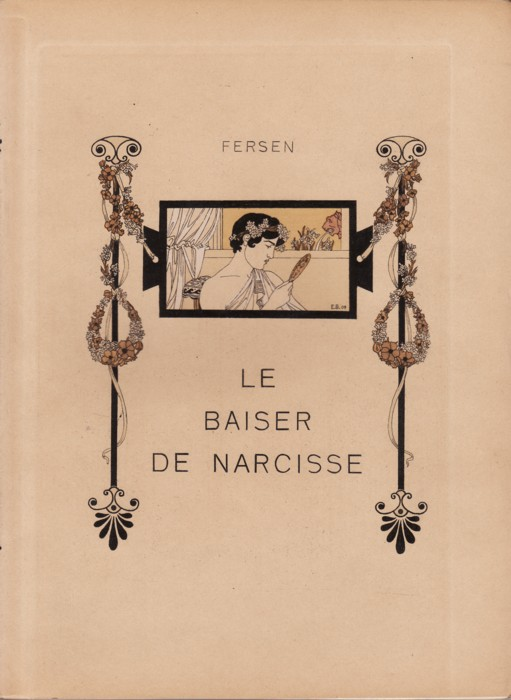
Omslag till Le baiser de Narcisse
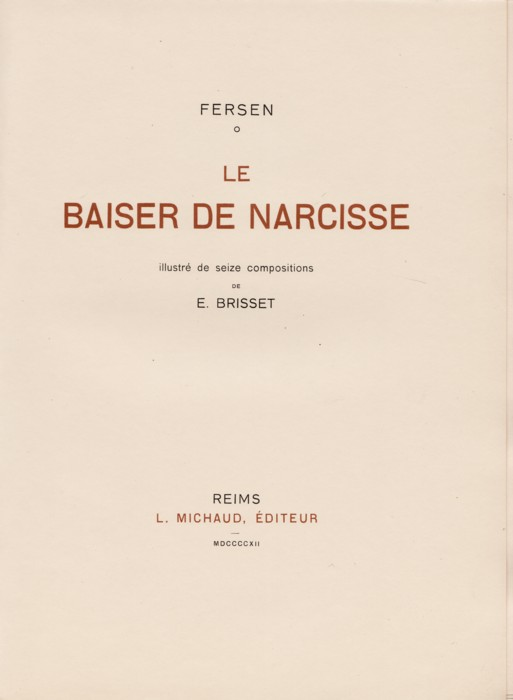
Titelsida
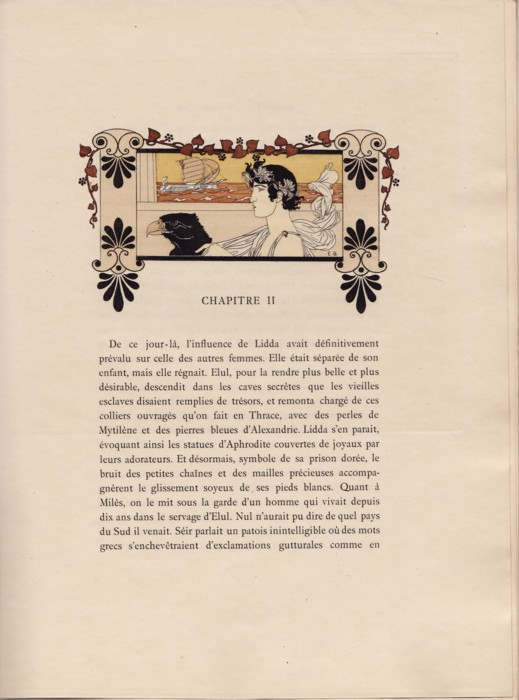
Början på ett kapitel
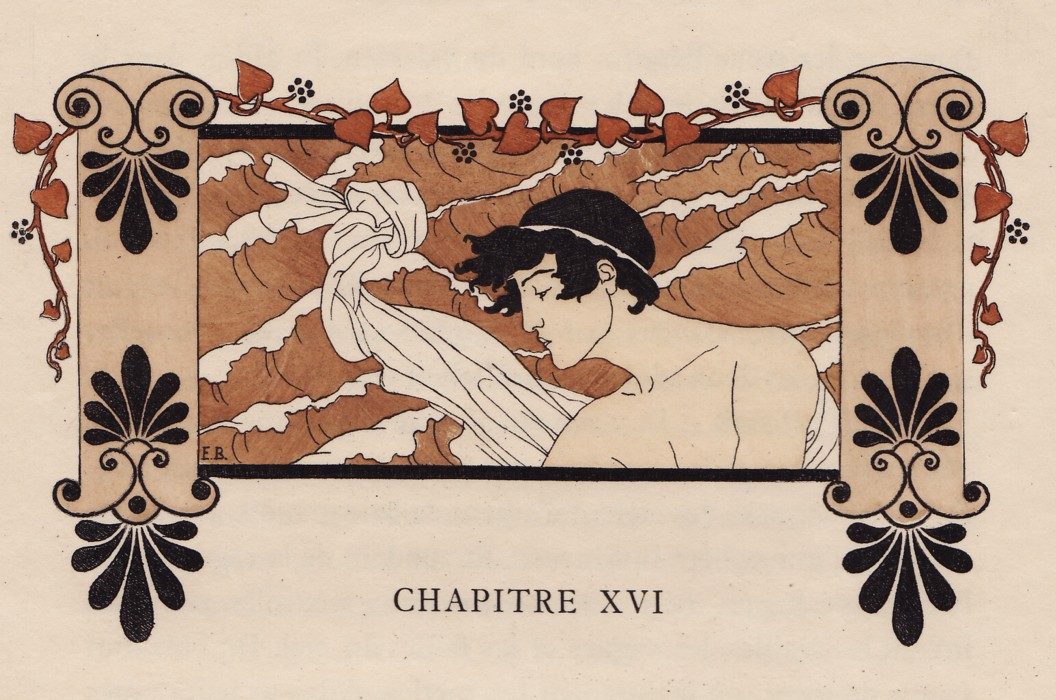
Illustrationer
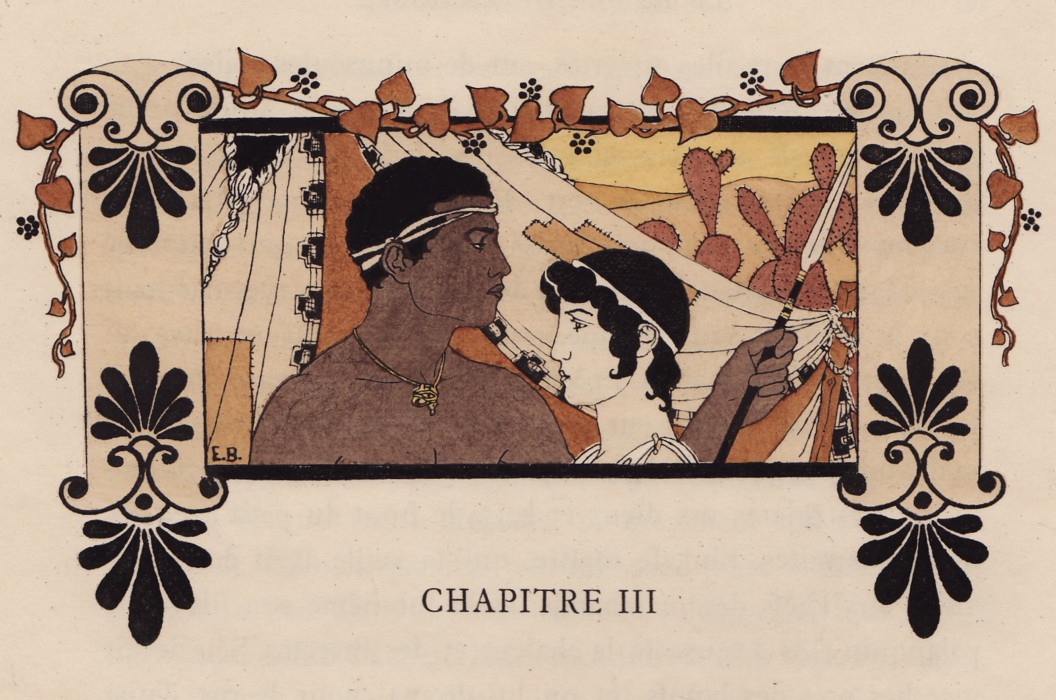
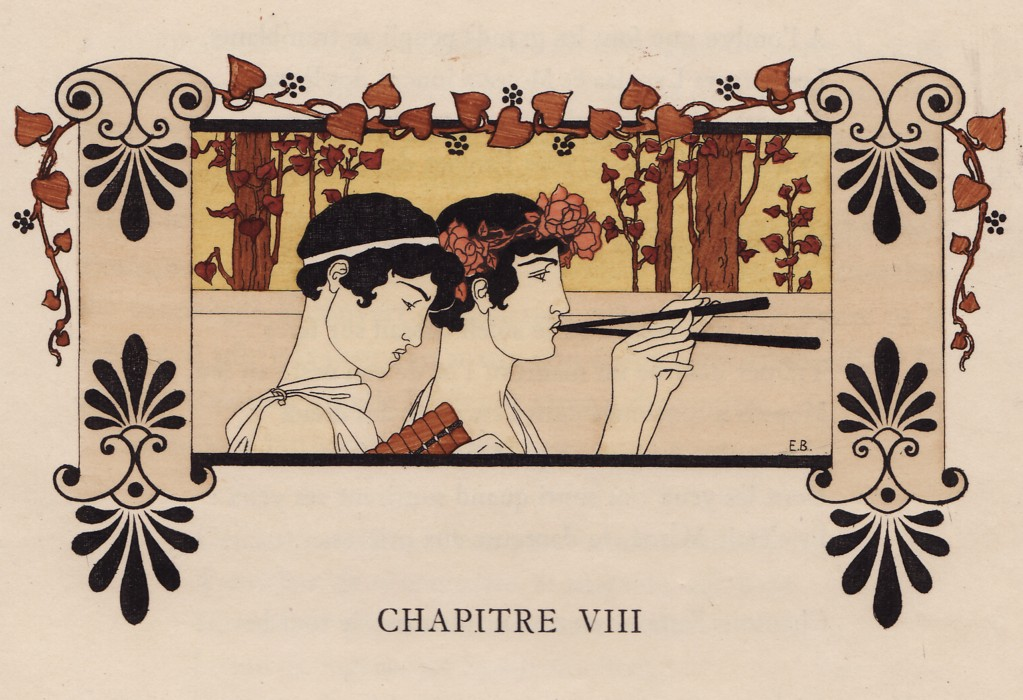
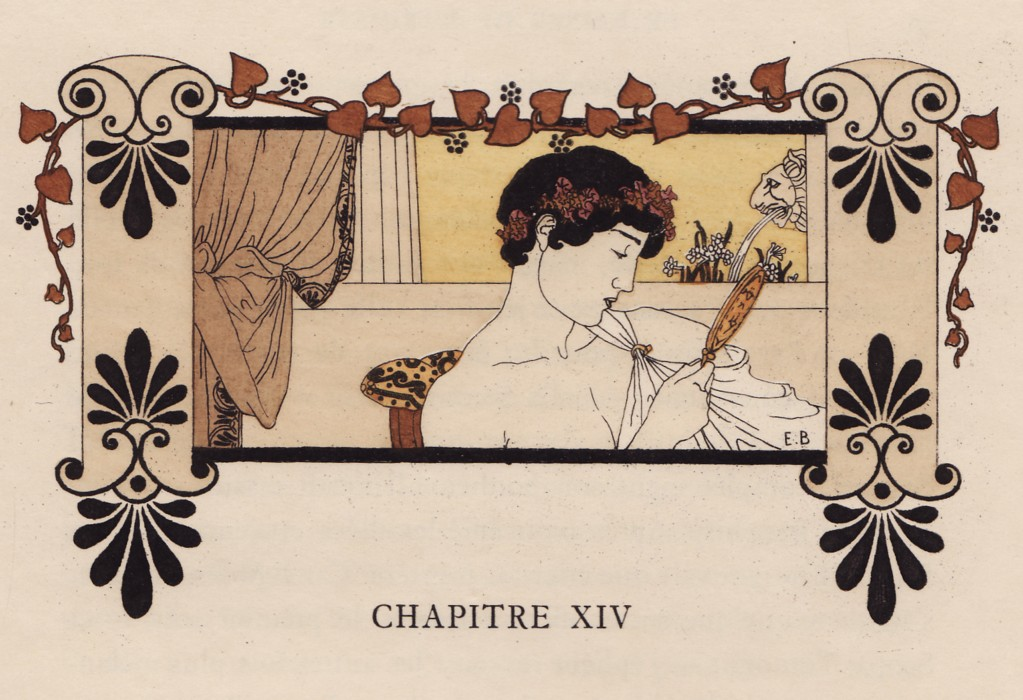
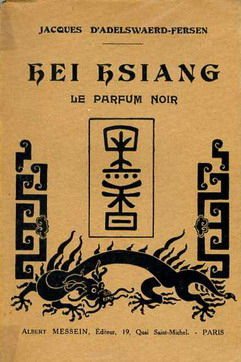
Omslag till Hei Hsiang

### Biografier
- Bruce Chatwin: Rastlöshetens anatomi (1996)
- Wolram Setz [ed.]: Jacques d'Adelswärd-Fersen – Dandy und Poet (Bibliothek Rosa Winkel, 2006) ISBN 3-935596-38-3
- Viveka Adelswärd. "Alltför adlig, alltför rik, alltför lättjefull" : Jacques d'Adelswärd Fersen. Carlsson bokförlag. (2014)
- Viveka Adelswärd och Jacques Perot. Jacques d'Adelswärd-Fersen : l'insoumis de Capri. Éditions Séguier (Paris, 2018)

### Skönlitteratur
- Alfred Jarry: La Chandelle verte (1969)
- Roger Peyrefitte: L'Exilé de Capri (Flammarion, 1959)
  - Den landsförviste på Capri med förord av Jean Cocteau (Berghs förlag, 1959)

### Musik
- Nicole Renaud sjunger en tonsättning av greve Fersens dikt Mon coeur est un bouquet i en super 8-film inspelad i Villa Lysis (2004)
- Nicole Renaud sjunger Les amants solitaires, ytterligare fyra dikter av greve Fersen.

### Övrigt
- Will H.L. Ogrinc, Frère Jacques. A shrine to love and sorrow. Jacques d'Adelswärd-Fersen (1880-1923). Fourth, revised edition. Article about the life of d'Adelswärd-Fersen]
- Böcker av och om Jacques d'Adelswärd-Fersen på svenska bibliotek. Libris